# Campionati europei di atletica leggera indoor 1988 - Salto in lungo maschile
La gara del salto in lungo maschile si è tenuta il 5 marzo 1988 presso lo Sportcsarnok di Budapest.

## Risultati

### Finale
| Record mondiale       | Carl Lewis      | 8,79 m | Los Angeles | 27 gennaio 1984  |
| Record dei Campionati | Robert Emmiyan  | 8,49 m | Liévin      | 21 febbraio 1987 |
| Capolista stagionale  | Vladimir Ochkan | 8,32 m | Vilnius     | 10 gennaio 1988  |

Sabato 5 marzo 1988.
| Pos     | Atleta               | Nazionalità    | 1ª prova | 2ª prova | 3ª prova | 4ª prova | 5ª prova | 6ª prova | Risultato |
| ------- | -------------------- | -------------- | -------- | -------- | -------- | -------- | -------- | -------- | --------- |
| Oro     | Frans Maas           | Paesi Bassi    | -        | -        | -        | -        | -        | -        | 8,06 m    |
| Argento | László Szálma        | Ungheria       | -        | -        | -        | -        | -        | -        | 8,03 m    |
| Bronzo  | Giovanni Evangelisti | Italia         | -        | -        | -        | -        | -        | -        | 8,00 m    |
| 4       | Emiel Mellaard       | Paesi Bassi    | -        | -        | -        | -        | -        | -        | 7,84 m    |
| 5       | Dietmar Haaf         | Germania Ovest | -        | -        | -        | -        | -        | -        | 7,79 m    |
| 6       | Jarmo Kärnä          | Finlandia      | -        | -        | -        | -        | -        | -        | 7,72 m    |
| 7       | Gyula Pálóczi        | Ungheria       | -        | -        | -        | -        | -        | -        | 7,71 m    |
| 8       | Mirosław Hydel       | Polonia        | -        | -        | -        | -        | -        | -        | 7,70 m    |
| 9       | Michael Becker       | Germania Ovest | -        | -        | -        |          |          |          | 7,66 m    |
| 10      | Antonio Corgos       | Spagna         | -        | -        | -        |          |          |          | 7,64 m    |
| 11      | Claude Morinière     | Francia        | -        | -        | -        |          |          |          | 7,61 m    |
| 12      | Juha Plosila         | Finlandia      | -        | -        | -        |          |          |          | 7,56 m    |
| 13      | Vladimir Amidzhinov  | Bulgaria       | -        | -        | -        |          |          |          | 7,54 m    |
| 14      | Krzysztof Kaniecki   | Polonia        | -        | -        | -        |          |          |          | 7,41 m    |
| 15      | Teddy Steinmayr      | Austria        | -        | -        | -        |          |          |          | 7,37 m    |
| 16      | Giuseppe Bertozzi    | Italia         | -        | -        | -        |          |          |          | 7,12 m    |

### Classifica finale
Sabato 5 marzo 1988
| Pos.    | Atleta               | Età | Nazione        | Misura | Note                                     |
| ------- | -------------------- | --- | -------------- | ------ | ---------------------------------------- |
| Oro     | Frans Maas           | 23  | Paesi Bassi    | 8,06 m | Miglior prestazione personale            |
| Argento | László Szálma        | 30  | Ungheria       | 8,03 m |                                          |
| Bronzo  | Giovanni Evangelisti | 26  | Italia         | 8,00 m | Miglior prestazione personale stagionale |
| 4       | Emiel Mellaard       | 21  | Paesi Bassi    | 7,84 m |                                          |
| 5       | Dietmar Haaf         | 20  | Germania Ovest | 7,79 m |                                          |
| 6       | Jarmo Kärnä          | 29  | Finlandia      | 7,72 m |                                          |
| 7       | Gyula Pálóczi        | 25  | Ungheria       | 7,71 m |                                          |
| 8       | Mirosław Hydel       | 24  | Polonia        | 7,70 m |                                          |
| 9       | Michael Becker       | 22  | Germania Ovest | 7,66 m |                                          |
| 10      | Antonio Corgos       | 27  | Spagna         | 7,64 m |                                          |
| 11      | Claude Morinière     | 28  | Francia        | 7,61 m |                                          |
| 12      | Juha Plosila         | 22  | Finlandia      | 7,56 m | Miglior prestazione personale            |
| 13      | Vladimir Amidzhinov  | 24  | Bulgaria       | 7,54 m |                                          |
| 14      | Krzysztof Kaniecki   | 22  | Polonia        | 7,41 m |                                          |
| 15      | Teddy Steinmayr      | 24  | Austria        | 7,37 m |                                          |
| 16      | Giuseppe Bertozzi    | 23  | Italia         | 7,12 m |                                          |